# Open Doors
|  | Åbne døre omdirigeres hertil. For filmen af samme navn, se Åbne døre (film fra 1990) |
Open Doors (engelsk Open Doors) er en international organisation, der har til formål at hjælpe forfulgte kristne verden over gennem både praktisk og åndelig støtte.
Åbne Døre blev startet af hollænderen Andrew van der Bijl, der er kendt under navnet Broder Andreas, i 1950'erne. Broder Andreas begyndte i 1955 med at smugle bibler til de kristne bag jerntæppet, der blev forfulgt af de kommunistiske myndigheder, havde ingen mulighed for at skaffe bibler. Det blev sidenhen beskrevet i bogen Guds Smugler.
Arbejdet blev siden stærkt udvidet, og i dag arbejder Open Doors med at hjælpe forfulgte kristne i flere end 60 lande. Organisationen er helt afhængig af frivillige midler og har kontorer i 25 lande verden over.

## Åbne Døre i Danmark
I dag ledes Open Doors Danmark og Færøerne af Jens Kristian Lund Jensen, og drives fra landskontoret i Aarhus. Kontoret har desuden tilknyttet 10 ansatte.